# 倫氏阿南魚
倫氏阿南魚，為輻鰭魚綱鱸形目隆頭魚亞目隆頭魚科的其中一種。

## 分布
本魚分布於澳大利亞西北部海域。

## 特徵
本魚體長形，側扁。口小；唇稍厚，內側具縐褶；上下頜前方各有一對向前伸出門狀齒，扁平而有切截緣。體被大或中大鱗。雌魚體色為藍色底，群身具有相連或部相連的黃色縱斑或縱條紋，尾鰭黃色。雄魚前半部體色為褐色，後半部為藍色，額部黃色，胸鰭基底上部及鰓蓋部分為黑色，胸鰭為黃色，各鱗片具淡藍色邊緣，背鰭及臀鰭藍黃相間。體長可達28公分。

## 生態
本魚棲息在水深約24公尺的珊瑚礁或礁石區，常成對出現，屬肉食性，以無脊椎動物為食，體色隨年齡而變化。

## 經濟利用
可作為食用魚或觀賞魚。